# Nikola Delew
Nikola Delew (bulgarisch Никола Делев; * 6. Januar 1925; † 9. März 2004) war ein bulgarischer Skilangläufer.

## Biografie
Nikola Delew startete bei den Olympischen Winterspielen 1948 in St. Moritz. Im Rennen über 18 Kilometer belegte er den 80. Rang. In der Nordischen Kombination belegte Delew Rang 38.